# جان مارك بوستامينت
جان مارك بوستامينت (بالفرنسية: Jean-Marc Bustamante)‏ هو نحات ومصور ورسام فرنسي، ولد في 4 يونيو 1952 في تولوز في فرنسا.